# Psorospermum rienanense
Psorospermum rienanense är en johannesörtsväxtart som beskrevs av Joseph Marie Henry Alfred Perrier de la Bâthie. Psorospermum rienanense ingår i släktet Psorospermum och familjen johannesörtsväxter. Inga underarter finns listade i Catalogue of Life.